# Chiesa di San Giacomo (Marston Maisey)
La chiesa di San Giacomo (in inglese St James's Church) è la parrocchiale anglicana che si trova a Marston Maisey, villaggio principale nella omonima parrocchia civile della contea del Wiltshire al confine della contea con il Gloucestershire nel Sud Ovest dell'Inghilterra, Regno Unito. Il luogo di culto risale al  XIX secolo, rientra nella diocesi di Gloucester ed è considerato monumento classificato di seconda categoria per il suo particolare interesse storico e architettonico.

## Storia

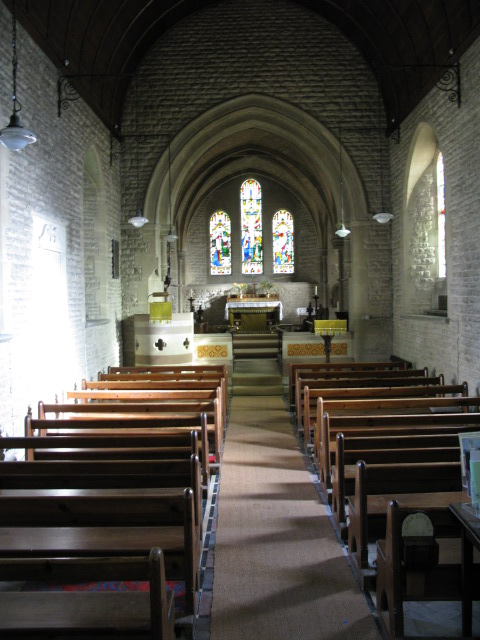
Interno della sala

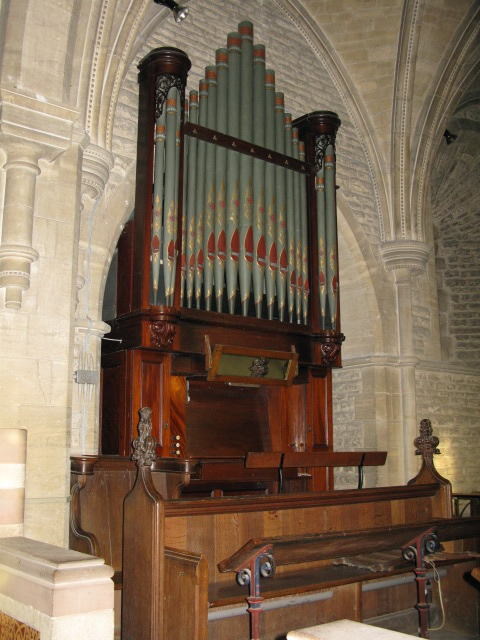
Organo a canne della chiesa di San Giacomo

A Marston Meysey era presente dall'inizio del XIV secolo e fino al 1541 una cappella dipendente della parrocchia adiacente di Meysey Hampton che rientrava nella diocesi di Worcester e in seguito nella diocesi di recente creazione di Gloucester. All'inizio del XIV secolo furono registrati vari membri del clero nella parrocchia, i cui doveri avrebbero incluso il servizio alla cappella. La disputa sulla proprietà del maniero locale durante quel periodo influenzò gli affari ecclesiastici. Entro il 1329 gli abitanti di Marston Meysey avevano rinunciato ai loro obblighi verso la chiesa di Meysey Hampton, e la cappella svolse le funzioni di chiesa parrocchiale con servizi la domenica e nei giorni festivi. Il cappellano John Ford vi celebrò servizi per i quali la cappella non era autorizzata, inclusi i battesimi. La perdita di entrate per la chiesa di Meysey Hampton spinse il suo rettore a lamentarsi con il vescovo. La disputa fu risolta nel 1330 a favore del rettore, sebbene non senza varie resistenza. La popolazione del villaggio era troppo ridotta per finanziare i suoi obblighi nei confronti della chiesa di Meysey Hampton e per mantenere la propria cappella e i propri servizi che così andò incontro a periodi di abbandono e di occasionali restauri. Nel 1548 la cappella non fu più in uso e tutti gli abitanti furono obbligati a recarsi nella chiesa di Meysey Hampton. Nel 1648 il Parlamento concesse a Marston Meysey pieni diritti parrocchiali in risposta a una petizione degli abitanti. Robert Jenner, che acquistò il maniero dal Parlamento, ricostruì la cappella abbandonata sul suo precedente sito. Dopo la restaurazione, Marston Meysey tornò al suo precedente stato di cappella dipendente. Nel 1680 la cappella e il suo cortile erano stati inglobati nel cortile della fattoria del maniero e la campana, il fonte battesimale e gli altri arredi finirono nelle mani dei fiduciari. Intorno al 1700 la cappella venne descritta come demolita o abbandonata.
Negli anni trenta del XVIII secolo la cappella fu nuovamente restaurata dopo molti anni di rovina. Gli abitanti raccolsero denaro per riparare l'edificio e dotarla di una rendita. Nel 1739 fu nominato un curato e nel 1742 la cappella fu riconsacrata e ridedicata a San Giacomo con pieni diritti. L'atto di consacrazione, il primo documento che cita al dedicazione a San Giacomo, rese gli abitanti di Marston Meysey responsabili della manutenzione della cappella e del cortile della cappella. Questi tuttavia mostrarono l'incapacità di rispettare tali indicazioni e questo aggravò le già presenti carenze nei lavori realizzati nel 1730. Nel 1842 lo stato di degrado della cappella era giunto all'attenzione del signore del feudo, il vescovo di Salisbury, che si offrì di contribuire al costo della ricostruzione. La sagrestia sperava di posticipare la spesa e iniziò una disputa furiosa con le autorità diocesane. Questa non fu risolta fino al 1848, quando la cappella fu sistemata in modo soddisfacente per entrambe le parti. Nonostante i miglioramenti della metà del XVIII secolo, l'assistenza religiosa rimase inadeguata poiché non ci fu una casa per il clero fino al 1864. I curati generalmente vivevano nei villaggi adiacenti e univano il loro lavoro ad altri curati. William Rankin, rettore di Meysey Hampton, assunse gli incarichi aggiuntivi di curato di Marston Meysey, riunendo così i due benefici dal 1873 al 1882. Sotto il suo mandato fu costruita una chiesa completamente nuova, completata nel 1876. Nel 1924 le autorità diocesane decisero di riunire in modo permanente i benefici di Meysey Hampton con Marston Meysey, decisione che entrò in vigore nel 1937. Nel 1981 Marston Meysey divenne parte del beneficio unito di Meysey Hampton con Marston Meysey e Castle Eaton e nel 2005 la diocesi stava valutando l'idea di incorporarlo in un ministero di squadra più ampio.

## Descrizione
L'English Heritage ha inserito dal 17 aprile 1986 la chiesa di San Giacomo a Marston Maisey tra gli edifici storici come monumento classificato di seconda categoria col numero 1365549.
La chiesa appartiene alla diocesi di Gloucester.

### Esterni
La chiesa parrocchiale anglicana di San Giacomo si trova nella parte settentrionale dell'abitato del villaggio di Marston Maisey nel Sud Ovest dell'Inghilterra, Regno Unito. 
La facciata a capanna è caratterizzata da una grande finestra con arco a tutto sesto sormontata in asse da un grande rosone sopra il quale si apre, verso il colmo, una finestrella di piccole dimensioni. L'accesso è posto lateralmente, a destra, con stipiti svasati posti in avanti rispetto alla parete e con 5 archi smussati quasi rotondi e una modanatura a cappuccio. La struttura è edificata in pietra calcarea e la copertura del tetto è in ardesia. La parte che contraddistingue il presbiterio ha contrafforti poco profondi. La sagrestia si trova sul lato nord con porta a spalla sotto l'estensione del tetto. Non vi è torre campanaria. Accanto alla chiesa vi è il cimitero della comunità che ospita due tombe di guerra del Commonwealth risalenti alla prima guerra mondiale

### Interni
La navata interna è unica e la copertura è con volta a botte con assi di legno. Il presbiterio è sollevato di due gradini, si avviluppa su due campate, e la copertura è con volta a costoloni rettangolari in pietra su fusti murali. L'arco santo è smussato e con modanatura a cappuccio su mensole. Vi è un basso muro divisorio rivestito con pannelli di piastrelle a separare la sala dal presbiterio. I capitelli e i costoloni interni hanno decorazioni a testa di chiodo. Il fonte battesimale ha forma ottagonale in pietre policrome ed è posizionato nell'angolo sud-ovest. Il pulpito è in pietra calcarea e arenaria a fasce, traforato con quadrifogli e vi si accede dal presbiterio. La sala  è arricchita da una vetrata del 1880-90.